# Голландский за семь уроков
«Голландский за семь уроков» (нидерл. «Nederlands in zeven lessen») — первый фильм, в котором сыграла Одри Хепбёрн. В нём она сыграла совсем небольшую роль стюардессы, которую ей предложили совсем ещё неопытные и молодые голландские режиссёры.

## В ролях
- Вам Хескес
- Хан Бенц ван ден Берг
- Магда Янссенс
- Элс Бон
- Фрэнсис Мэй
- Одри Хепбёрн

## Технические данные
- Страна: Нидерланды;
- Режиссёр: Чарльз Гугенот ван дер Линден;
- Жанр: документальный, комедия;
- Продолжительность: 01:08:02;
- Год выпуска: 1948;